# Barrio El Carmen (Buenos Aires)
Barrio El Carmen o simplemente El Carmen es una localidad ubicada en el Gran La Plata, Provincia de Buenos Aires, Argentina, repartido entre los municipios de Berisso y La Plata. Ambos sectores se conocen como este y oeste respectivamente, estando divididos por la avenida 122 (límite entre La Plata y Berisso).

## Infraestructura
Cuenta con un centro de salud con servicio especial de enfermería y una comisaría.

## Población
Contaba en 2001 con 12800, repartidos 6 894 en Berisso (El Carmen Este) y 5 906 en La Plata (El Carmen Oeste).